# 章文
章文（1401年—？），字彥英，浙江杭州府臨安縣人，民籍。明朝政治人物。同進士出身。

## 生平
正統六年（1441年）辛酉科應天府鄉試第三十八名。正統七年（1442年）壬戌科會試第八十七名，殿試登進士第三甲第四十一名。

## 家族
曾祖父章政。祖父章壽五。父亲章富。